# 정윤서
정윤서(2004년 11월 13일 ~ )는 대한민국의 축구 선수로, 포지션은 센터백이다. 현재 K리그1 대구 FC 소속이다.